# Вертячки
Вертя́чки (лат. Gyrinidae) — семейство жуков из подотряда Adephaga, выделяемое в монотипное надсемейство Gyrinoidea. Насчитывают свыше 110 видов, обитающих главным образом в тропиках.

## Распространение
На территории России обитают свыше 20 видов вертячек, большинство из них относятся к роду настоящих вертячек (Gyrinus).

## Внешнее строение

### Имаго
Форма тела взрослых жуков каплевидная или веретеновидная. Длина тела до 8 миллиметров.
Голова с двумя парами глаз: верхние — для воздушной среды, расположены на лбу, а нижние — для водной среды, и расположены на боках нижней поверхности головы, на шее. Верхние и нижние глаза широко разделены щекой. Усики короткие, восьми- или девятисегментные, два базальных сегмента крупные, 6-й и 7-й сегменты продолговатой компактной булавой. Переднеспинка поперечная.
Надкрылья либо гладкие, либо с продольными рядами точек, либо с продольными бороздками; голые, либо с продольными бороздками, либо в коротких прилегающих волосках, на вершине округлённые, усечённые, либо с зубчиками, обычно не прикрывают вершину брюшка.
Крылья нормально развиты.
Переднегрудь короткая, поперечная, с незамкнутыми тазиковыми впадинами и узким межтазиковыми отростками (редуцирован у Orectochilinae). В противоположность другим Hydradephaga среднегрудь у вертячков значительно обширнее заднегруди, ромбовидной формы. Заднегрудные тазики очень крупные, достигают эпиплевр надкрылий. Передние лапки длинные, хватательные, у самцов лапки снизу покрыты густой щетинкой из волосковых присосок. Средние и задние ноги плавательные, короткие, сплющенные и сильно расширенные, их голени почти треугольные, формула лапок 5-5-5.
Брюшко с шестью-семью видимыми стернитами.

### Личинки
Голова с шестью глазками на каждой стороне. Мандибулы стеблевидные, с сосательным каналом. Усики четырёхсегментные. Лапки длинные. Брюшко 10-сегментное, с десятью парами трахейных жабр, из них две пары расположены на девятом сегменте.

## Экология

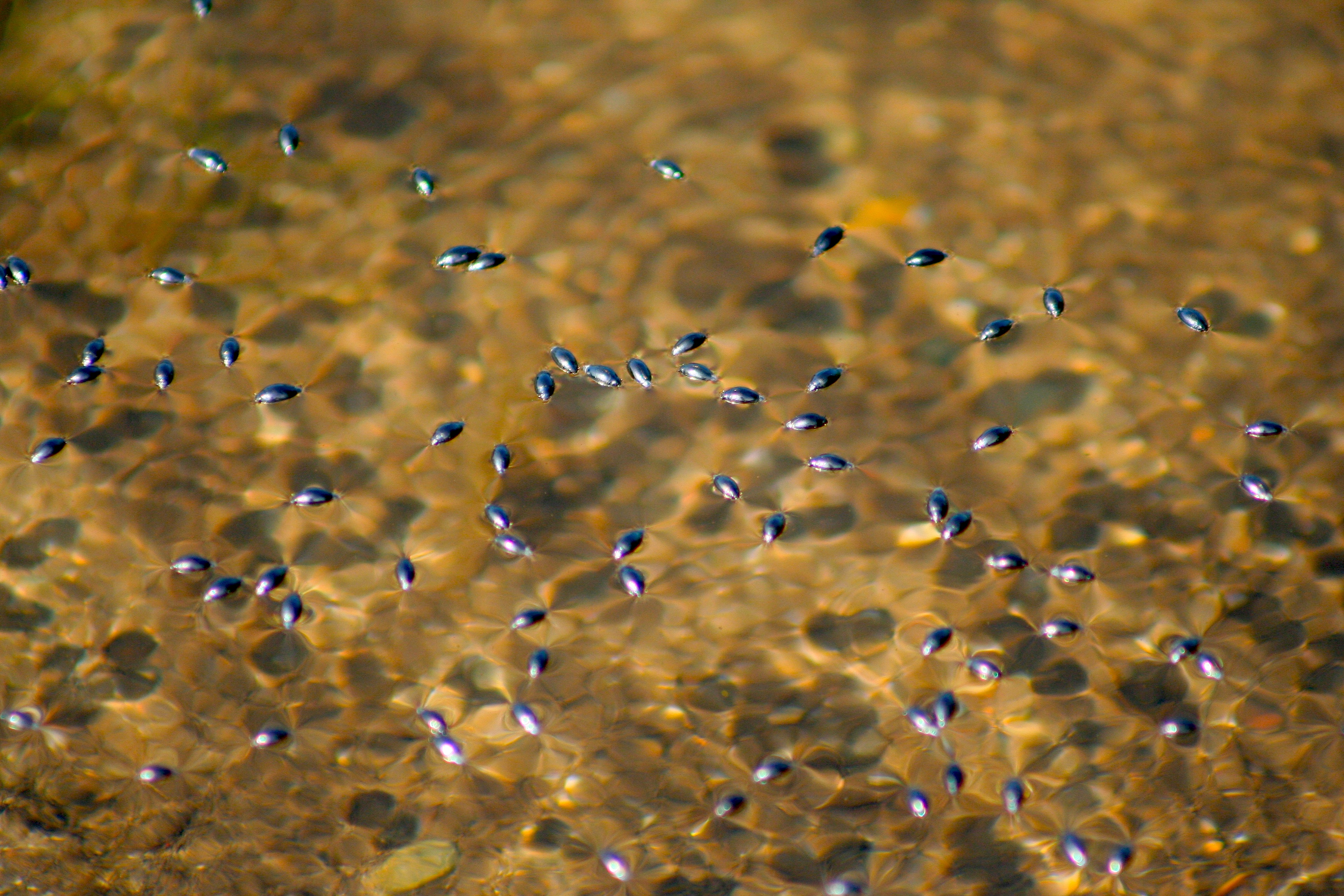
Группа жуков-вертячек на поверхности водоёма (штат Мичиган, США).

И личинка, и взрослый жук — хищники. Взрослые жуки, подобно клопам-водомеркам, плавают по поверхности водоёмов (пресных) быстрыми зигзагообразными движениями, держатся обычно группками. Личинки живут в толще воды.

## Палеонтология
В ископаемом состоянии известно 11 родов и 19 видов вертячек. Древнейшие бесспорные находки семейства датируются юрским периодом. Некоторые исследователи относят к вертячкам род Tunguskagyrus, найденный в верхней перми Сибири, тогда как другие помещают его в семейство Triaplidae. 
Все ископаемые вертячки представлены имаго, единственная известная личинка найдена в меловом бирманском янтаре. 